# Ferdinand Lange (Instrumentenbauer)
Ferdinand Lange († nach 1859) war ein deutscher Orgel- und Instrumentenbauer in Berlin.

## Leben und Wirken

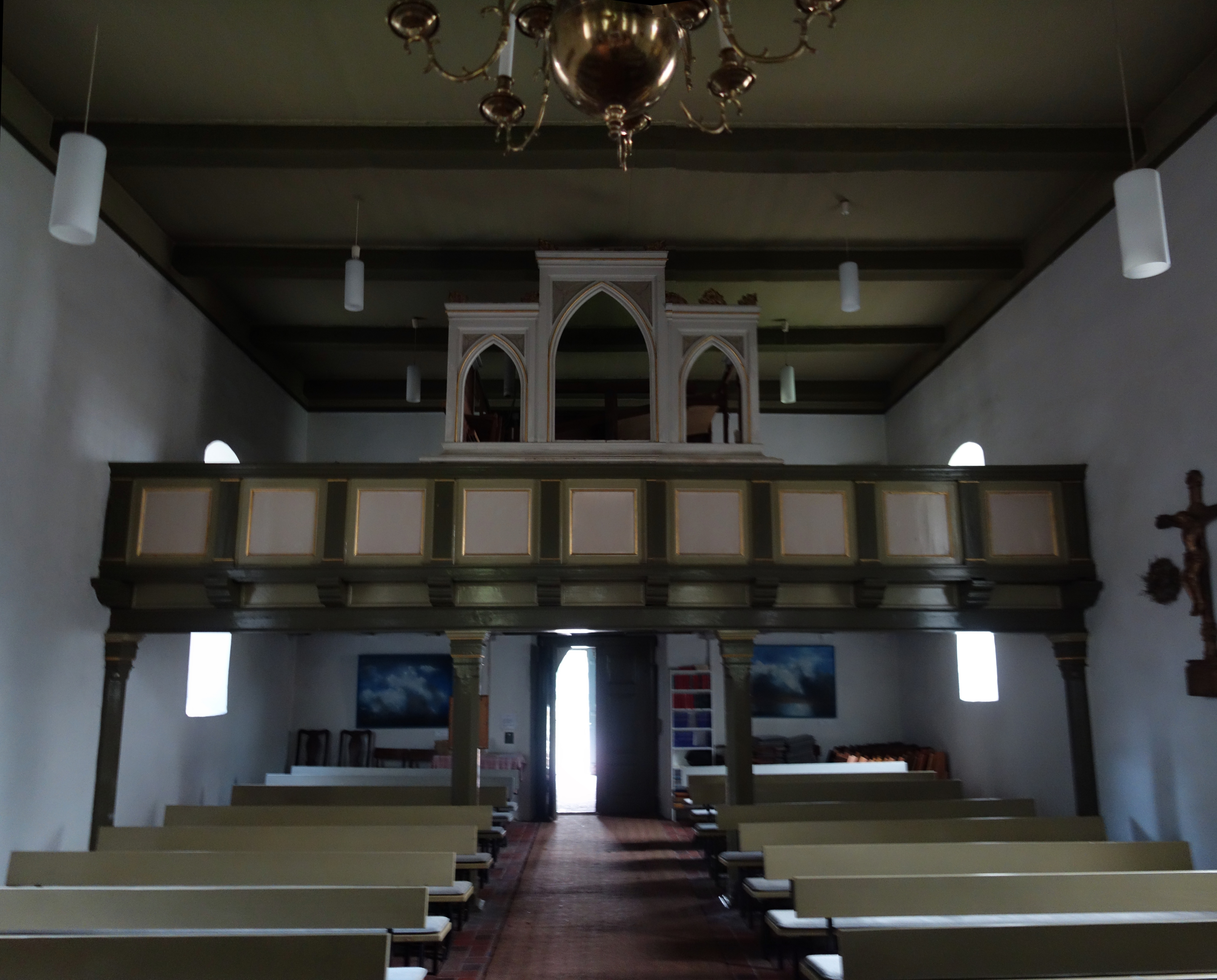
Gehäuse der Lange-Orgel in Stolpe (2017)

Ferdinand Lange war zunächst Tischler. Danach war er 12 Jahre lang bei den vorzüglichsten Orgelbaumeistern Deutschlands conditioniert [angestellt], so bei Grüneberg in Stettin und um 1832–1834 bei Buchholz in Berlin, wie eine Inschrift in der Orgel der Marienkirche in Frankfurt (Oder) mitteilt.
Danach machte Lange sich selbstständig als Orgelbauer und Instrumentenmacher in Berlin. 1839 stellte er ein Gesuch um Aufträge an die preußische Regierung in Potsdam, 1843 wurde er von dieser zum Akademischen Künstler ernannt. Ferdinand Lange baute und verkaufte akustische und physikalische Apparate, wie Tischapparate mit verschiedenen Orgelpfeifen und Blasebalg, einzelne Orgelpfeifen, Monochorde, aber auch Sirenen, Klangscheiben und amerikanische Geigen. 1845 war seine Werkstatt in der Auguststraße 57 in Berlin-Mitte, 1847 in der Dorotheenstraße 38 und zu einem anderen Zeitpunkt am Luisenplatz 12 (heute Robert-Koch-Platz).
Von 1858 bis 1859 baute er die einzige heute bekannte Orgel für die Kirche in Stolpe bei Berlin. Diese hat 8 Register mit einem Manual und Pedal und ist nahezu unverändert erhalten. Die Prospektpfeifen lieferte die Werkstatt von Carl August Buchholz.
Das weitere Leben von Ferdinand Lange ist unbekannt.